# 大分三好ヴァイセアドラー
大分三好ヴァイセアドラー（おおいたみよしヴァイセアドラー、Oita Miyoshi Weisse Adler）は、V.LEAGUEに所属していた男子バレーボールチーム。2023-24シーズンはV.LEAGUE DIVISION2 MEN（V2男子）に所属。大分県大分市を本拠地としていた。

## 概要
母体は三好内科・循環器科医院であり、1996年開業と同時に創部。2004年V1リーグ（現・Vチャレンジリーグ）昇格。2006年V・プレミアリーグ初昇格。
チーム名は、地域から愛されるチームを目指し、大分がつけられている。また、「ヴァイセアドラー（Weisse Adler）」とはドイツ語で「白いワシ」の複数形であり、「鷲」は威厳と力強さの象徴。日本の医学発展においてドイツから学んだことが多く、チーム名にドイツ語を入れることは医療チームならではである。
練習場は大分市内のTOTO体育館。一部練習見学可能になっていた。
サポーターズクラブ（ファンクラブ）が設立されている。また、地元企業を中心に多くの企業もオフィシャルサポーターとなっている。

## 沿革

### 発足からプレミアリーグ昇格まで
1996年、現在は部長兼チームドクターも務める三好博が大分市に三好内科・循環器科医院を開業した際に、バレーボール部「三好循環器科EKG」を発足。「EKG」は「エーカーゲー」と読み、心電図を意味する。のちに「三好循環器科EKG大分」に変更。発足当初は9人制であり、准看護師を目指していた津曲勝利が在籍していた時期もあった（1999年サントリーサンバーズに移籍）。のちに6人制となった。
看護師や病院受付事務等の選手がほとんどを占め、練習時間が限られる中、2004年に地域リーグに初参戦し、いきなり初優勝を果たす。V1リーグ（現・Vチャレンジリーグ）出場決定入替戦でも連勝し、同年にV1リーグ昇格。2004/05シーズンの第7回V1リーグでは7勝7敗の5位。しかし、2005/06シーズンの第8回V1リーグで初優勝。入れ替え戦に敗れ自力でのVリーグ（現・Vプレミアリーグ）への昇格はならなかったが、入れ替え戦の相手だった旭化成スパーキッズの休部を受け、2006年7月24日に繰り上げ昇格。九州からのトップリーグ男子参戦は1997年に廃部となった住友金属ギラソール以来9年ぶり。プレミアリーグ（Vリーグから名称変更）昇格に伴い、チーム名を現チーム名に変更。プレミアリーグ参戦にあたり、休部した旭化成スパーキッズから、選手兼任監督の増成一志、南克幸ら3選手を迎え強化を図った。

### プレミアリーグ参戦（2006/07シーズン〜）
初参戦した2006/07プレミアリーグでは、開幕以来連敗を喫していたが、2月11日にパナソニック・パンサーズから念願の初勝利を挙げ、連敗を12で止めた。結果的に2勝26敗の最下位で終わったが、入れ替え戦でチャレンジリーグ1位のFC東京に連勝し、プレミア残留を決めた。2007/08プレミアリーグも2勝止まりの最下位で終わったが、またしても入れ替え戦でFC東京に連勝しプレミア残留を決めた。
2008/09プレミアリーグでもなかなか勝てず、3勝25敗と最下位を抜け出せなかった。2009年4月、チャレンジマッチ（入れ替え戦）でFC東京と対戦。第1戦にストレートで敗れ、第2戦で第1セットを落としたため、この時点でセット率でチャレンジリーグ降格が決まった（第2戦は3-1で勝利）。しかし、NECブルーロケッツの休部を受け2009年7月8日に繰り上げ再昇格した。
2009/10プレミアリーグは4勝24敗で自己最高の7位となったものの、チャレンジマッチ出場となったが、富士通を破り残留。2010/11シーズンは3勝止まりの最下位だったが、東日本大震災の影響でチャレンジマッチが中止となり、そのままプレミア残留となった。
2011/12シーズンも最下位となり、チャレンジマッチでつくばユナイテッドSun GAIAと対戦。第1戦をセットカウント1-3で落として追い込まれる。しかし、第2戦をストレートで勝利し、セット率でチャレンジリーグ降格を逃れた。

### チャレンジリーグ降格（2012/13シーズン〜）
2012/13シーズンは自己最高の5勝を挙げるものの最下位で終わり、チャレンジマッチ出場でジェイテクトSTINGSと対戦。第1戦をストレートで勝利し優位に立つも、第2戦でストレート負けを喫し、得点率でかわされてチャレンジリーグ降格となった。
2013/14シーズンはチャレンジリーグ準優勝。2014/15シーズンはチャレンジリーグで優勝し、FC東京とのチャレンジマッチに臨んだが、2敗に終わりプレミアリーグ昇格はならなかった。また、2016/17シーズンもV・チャレンジリーグIで優勝し、再びFC東京とのチャレンジマッチに臨んだが、またしても2敗に終わり昇格はならなかった。

### V.LEAGUE
2018年、新生V.LEAGUEにて、一部相当のDIVISION1に所属することとなった。
2020-21シーズン、3シーズン目のV1でV・レギュラーラウンドにて最下位（10チーム中）となり、V・チャレンジマッチに出場しV1残留をかけてV2・2位のヴォレアス北海道と対戦することとなった（2021年4月3日、4日開催予定）。2021年4月1日、チーム内関係者に新型コロナウイルス感染者が発生したため、V・チャレンジマッチは一度中止となった。8日までに、あと6人のチーム感染者の感染も確認され、計7人の感染が確認された。4月14日、感染者7人の回復の目途が立たないため、当年度の黒鷲旗大会の出場辞退を表明した（後に大会自体が中止に）。V1残留に向けて苦しい状況となったが、5月4日、5日に代替開催されたV・チャレンジマッチで、ヴォレアスに1勝1敗ながらもセット率で上回りV1残留を果たした。
2021-22シーズン、V1男子で9位となり、当シーズンはV2上位2チームともS1ライセンス保持のため、V・チャレンジマッチのV1・V2入替戦に出場することとなり、そこでV2準優勝の富士通カワサキレッドスピリッツと戦うこととなった。第1試合はフルセットで敗れるが、第2試合では3-1で勝ち、前年度に続いて1勝1敗ながらもセット率でV1残留を決めた。
2022-23シーズン、V1男子で10位となり、V・チャレンジマッチのV1・V2入替戦に出場となる。入替戦でV2男子優勝のヴォレアス北海道に2連敗し、V2降格が確定した。
2024年3月11日、チーム創設者でオーナー兼部長の三好博が逝去。
2024年4月、Vリーグから2024-25年シーズンのVライセンス交付と新Vリーグ参戦が認められたが、4月30日までに資金繰り問題を解消させることを求める条件付きライセンスとなる。しかし資金繰りや受け皿のスポンサーとの交渉も不調に終わり、同30日をもって2024-25年シーズンの新Vリーグへの参戦辞退と5月20日付けでの休部を発表。同年5月19日に開催されたファン感謝祭が最後の活動となった。

## 成績

### 主な成績
プレミアリーグ、V.LEAGUE DIVISION1 MEN
- 優勝 なし
- 準優勝 なし

チャレンジリーグ、チャレンジリーグI（実業団リーグ／V1リーグ）、V.LEAGUE DIVISION2 MEN
- 優勝 3回（2005年度、2014年度、2016年度）
- 準優勝 3回（2013年度、2015年度、2017年度）

黒鷲旗全日本選抜大会
- 優勝 なし
- 準優勝 なし

国民体育大会成年男子（6人制）
- 優勝 1回（2008年）

### 年度別成績

#### Vリーグ / 実業団リーグ・V1リーグ
| 所属     | 年度            | 最終 順位 | 参加 チーム数 | 試合 | 勝 | 敗 | 勝率  |
| -------- | --------------- | --------- | ------------- | ---- | -- | -- | ----- |
| V1リーグ | 第7回 (2004/05) | 5位       | 8チーム       | 14   | 7  | 7  | 0.500 |
| V1リーグ | 第8回 (2005/06) | 優勝      | 8チーム       | 14   | 11 | 3  | 0.786 |

#### V・プレミアリーグ / V・チャレンジリーグ
| 所属        | 年度    | 最終 順位 | 参加 チーム数 | レギュラーラウンド | レギュラーラウンド | レギュラーラウンド | レギュラーラウンド | ポストシーズン | ポストシーズン | ポストシーズン |
| 所属        | 年度    | 最終 順位 | 参加 チーム数 | 順位               | 試合               | 勝                 | 敗                 | 試合           | 勝             | 敗             |
| ----------- | ------- | --------- | ------------- | ------------------ | ------------------ | ------------------ | ------------------ | -------------- | -------------- | -------------- |
| プレミア    | 2006/07 | 8位       | 8チーム       | 8位                | 28                 | 2                  | 26                 | -              | -              | -              |
| プレミア    | 2007/08 | 8位       | 8チーム       | 8位                | 28                 | 2                  | 26                 | -              | -              | -              |
| プレミア    | 2008/09 | 8位       | 8チーム       | 8位                | 28                 | 3                  | 25                 | -              | -              | -              |
| プレミア    | 2009/10 | 7位       | 8チーム       | 7位                | 28                 | 4                  | 24                 | -              | -              | -              |
| プレミア    | 2010/11 | 8位       | 8チーム       | 8位                | 24                 | 3                  | 21                 | 中止           | 中止           | 中止           |
| プレミア    | 2011/12 | 8位       | 8チーム       | 8位                | 21                 | 3                  | 18                 | -              | -              | -              |
| プレミア    | 2012/13 | 8位       | 8チーム       | 8位                | 28                 | 5                  | 23                 | -              | -              | -              |
| チャレンジ  | 2013/14 | 準優勝    | 11チーム      | 2位                | 20                 | 17                 | 3                  | -              | -              | -              |
| チャレンジ  | 2014/15 | 優勝      | 12チーム      | 1位                | 22                 | 19                 | 3                  | -              | -              | -              |
| チャレンジⅠ | 2015/16 | 準優勝    | 8チーム       | 2位                | 21                 | 18                 | 3                  | -              | -              | -              |
| チャレンジⅠ | 2016/17 | 優勝      | 8チーム       | 1位                | 21                 | 18                 | 3                  | -              | -              | -              |
| チャレンジⅠ | 2017/18 | 準優勝    | 8チーム       | 2位                | 21                 | 15                 | 6                  | -              | -              | -              |

#### V.LEAGUE
| 所属      | 年度    | 最終 順位 | 参加 チーム数 | レギュラーラウンド | レギュラーラウンド | レギュラーラウンド | レギュラーラウンド | ポストシーズン | ポストシーズン | ポストシーズン | 備考            |
| 所属      | 年度    | 最終 順位 | 参加 チーム数 | 順位               | 試合               | 勝                 | 敗                 | 試合           | 勝             | 敗             | 備考            |
| --------- | ------- | --------- | ------------- | ------------------ | ------------------ | ------------------ | ------------------ | -------------- | -------------- | -------------- | --------------- |
| DIVISION1 | 2018-19 | 9位       | 10チーム      | 9位                | 27                 | 4                  | 23                 | -              | -              | -              |                 |
| DIVISION1 | 2019-20 | 9位       | 10チーム      | 9位                | 27                 | 3                  | 24                 | -              | -              | -              |                 |
| DIVISION1 | 2020-21 | 10位      | 10チーム      | 10位               | 36                 | 3                  | 33                 | -              | -              | -              |                 |
| DIVISION1 | 2021-22 | 9位       | 10チーム      | 9位                | 36                 | 6                  | 30                 | -              | -              | -              | 不戦敗3を含む。 |
| DIVISION1 | 2022-23 | 10位      | 10チーム      | 10位               | 36                 | 5                  | 31                 | -              | -              | -              |                 |

## 選手・スタッフ
2024年5月の活動休止時のメンバーは、下記の通り。

### 選手
| 背番号                                                       | 名前                     | シャツネーム | 生年月日（年齢）       | 身長 | 国籍     | Pos | 在籍年  | 前所属         | 備考     | 移籍先                       |
| ------------------------------------------------------------ | ------------------------ | ------------ | ---------------------- | ---- | -------- | --- | ------- | -------------- | -------- | ---------------------------- |
| 1                                                            | 森田元希                 | GENKI        | 2001年9月11日（23歳）  | 170  | 日本     | L   | 2024年- | 日本体育大学   | 内定選手 | 鹿児島                       |
| 5                                                            | イゴベ・シクク           | SIKUKU       | 1994年10月21日（30歳） | 204  | ボツワナ | OP  | 2023年- | OFI Crete      | 移籍加入 | Natur Bucks                  |
| 6                                                            | 中村竜輔                 | RYUSUKE      | 1997年12月26日（27歳） | 194  | 日本     | MB  | 2022年- | VC長野         |          | 東レ                         |
| 7                                                            | 熊谷周                   | KUMAGAI      | 2001年3月7日（24歳）   | 175  | 日本     | L   | 2023年- | 福岡大学       | 新人     | シュティーンツァ・ブカレスト |
| 8                                                            | 川口喬                   | KAWAGUCHI    | 1997年3月22日（28歳）  | 198  | 日本     | MB  | 2019年- | 近畿大学       |          | 引退                         |
| 9                                                            | 山下晃                   | YAMASHITA    | 2000年8月3日（24歳）   | 180  | 日本     | OH  | 2023年- | 東亜大学       | 新人     | 三重                         |
| 10                                                           | 浅野楓                   | ASANO        | 2001年10月23日（23歳） | 177  | 日本     | OH  | 2024年- | 国際武道大学   | 内定選手 | つくば                       |
| 11                                                           | 伊藤洸貴                 | ITO          | 1999年6月26日（25歳）  | 190  | 日本     | S   | 2022年- | 中央大学       |          | VCモンタナ                   |
| 12                                                           | 島田航希                 | KAZUKI       | 2001年11月2日（23歳）  | 183  | 日本     | OH  | 2024年- | 慶應義塾大学   | 内定選手 | 大同特殊鋼                   |
| 13                                                           | 久保田雅人               | MASATO       | 1992年8月7日（32歳）   | 177  | 日本     | L   | 2019年- | 大同特殊鋼     |          | 鹿児島                       |
| 15                                                           | 安部翔大                 | S.ABE        | 1999年11月3日（25歳）  | 190  | 日本     | MB  | 2022年- | 東海大学       |          | VC長野                       |
| 16                                                           | 濱本豊                   | HAMAMOTO     | 1993年7月6日（31歳）   | 190  | 日本     | OH  | 2016年- | 近畿大学       |          | 引退                         |
| 17                                                           | 武藤茂                   | MUTO         | 2001年3月25日（24歳）  | 187  | 日本     | MB  | 2023年- | 日本体育大学   | 新人     | つくば                       |
| 18                                                           | 福元浩太郎               | FUKUMOTO     | 1998年7月30日（26歳）  | 180  | 日本     | S   | 2023年- | ヴィアティン   | 移籍加入 | JFE西日本（9人制）           |
| 19                                                           | スパコン・ジェンタイソン | SUPAKORN     | 2002年2月15日（23歳）  | 190  | タイ     | OH  | 2023年- | ピッサヌローク | 移籍加入 | Sisaket VC                   |
| 20                                                           | 永尾敏明                 | NAGAO        | 2000年3月13日（25歳）  | 179  | 日本     | OH  | 2022年- | 東亜大学       |          | JR九州（9人制）              |
| 21                                                           | 井口直紀                 | NAOKI        | 1997年4月27日（28歳）  | 173  | 日本     | S   | 2020年- | 東亜大学       | 主将     | 引退                         |
| 22                                                           | 藤岡諒馬                 | FUJIOKA      | 1993年10月4日（31歳）  | 177  | 日本     | S   | 2016年- | 関西学院大学   |          |                              |
| 23                                                           | 出口大聖                 | DEGUCHI      | 2000年8月13日（24歳）  | 193  | 日本     | MB  | 2023年- | 国際武道大学   | 新人     | 北海道YS                     |
| 出典：チーム公式サイト Vリーグ公式サイト 更新：2023年11月2日 |                          |              |                        |      |          |     |         |                |          |                              |

### スタッフ
| 役職                                                         | 名前           | 備考              | 移籍先         |
| ------------------------------------------------------------ | -------------- | ----------------- | -------------- |
| 監督                                                         | ムレイ・ポール |                   | 岡山           |
| コーチ                                                       | 向野修一郎     | 新任              | カノア         |
| トレーナー                                                   | 北村桂也       |                   | JTマーヴェラス |
| 選手兼コーチ                                                 | 藤岡諒馬       |                   |                |
| 選手兼コーチ                                                 | 濱本豊         | 新任              |                |
| アナリスト                                                   | 高辻礼奈       |                   | 兵庫           |
| 部長                                                         | 三好博         | 2024年3月11日逝去 |                |
| 副部長                                                       | 坂口嘉彦       |                   |                |
| チームディレクター                                           | 小川貴史       |                   | 鹿児島         |
| マネージャー                                                 | 井上幸子       |                   |                |
| 通訳                                                         | 土屋パニダー   |                   |                |
| 医師                                                         | 久保徳彦       |                   |                |
| 医師                                                         | 森山敦夫       |                   |                |
| 出典：チーム公式サイト Vリーグ公式サイト 更新：2024年2月11日 |                |                   |                |

## 在籍していた主な選手
- 南克幸
- 前村直樹
- 井上裕介
- 神田聖馬
- 増成一志
- 小西健太郎
- 森岡晃太郎
- 高橋和人
- 浜崎勇矢
- 橘裕也
- 中島悠樹
- 舩越満
- 高松卓矢
- 松尾敬介
- フィリップ・マイヨ
- デニス・オンソム
- ジェームス・オンテレ
- マイケル・キロリオ・チェモス
- ヤカン・グマ
- マーク・エスペホ
- ブライアン・バグナス

## マスコットキャラクター
2018年4月、大分県立芸術文化短期大学学生によるデザインが採用され、愛称は公募により「アド郎」に決定した。